# Альфредо Брайс
Альфре́до Марсе́ло Брайс Ечені́ке (ісп. Alfredo Marcelo Bryce Echenique; *19 лютого 1939, Ліма, Перу) — перуанський письменник-романіст.

## З життєпису
Народився у родині відомого банківського службовця, його батьками були Франсіско Брайс Арроспіде та Елена Еченіке Басомбріо; його прапрадід, Хосе Руфіно Еченіке з Пуно, був президентом Перу (1851-1855).
Закінчив початкову, а потім середню школу в Санта-Марія Маріаністас, а пізніше,— після інциденту в цій школі, через який його довелося ушпиталити,, вступив до Сан-Пабло, британської школи-інтернату в Лімі. 
У 1957 році Альфредо вступив до Університету Сан-Маркос, де отримав юридичну освіту; пізніше він також отримав звання доктора філології (1977). 
Деякий час він працював викладачем у коледжі Сан-Андрес (колишній англо-перуанський), де викладав іспанську мову та літературу.
У 1964 році переїхав до Європи і жив у Франції — у Парижі, в Сорбонні отримав дипломи з класичної (1965) і сучасної французької літератури (1966), став магістром літератури в Університеті Венсен (1975), також відвідав Італію, Грецію та Німеччину. У період від 1984 до 2010 року проживав у Іспанії, хоча також тривалий час проводив на батьківщині.
У 1968 роціЮ коли до влади в Перу прийшов генерал Хуан Веласко Альварадо, через два роки, у 1970 році, був націоналізований Banco Internacional del Perú, топ-менеджером якого був батько, а президентом — дід Альфредо Брайса, що завдало великої шкоди усій родині.
Брайс ненадовго повернувся до Перу в 1999 році, але з політичних мотивів знову поїхав за кордон — до іспанської Барселони в 2002 році, а через 3 роки (2005) опублікував свою другу книгу спогадів Permiso para sentir, в якій різко засудив політичні трансформації Перу.
Брайс також працює запрошеним професором в університетах Нантер, Сорбонні, Венсен, Монпельє, Єлі, Остіна, Пуерто-Рико та інших; читає лекції та виступає з доповідями на письменницьких конгресах в Аргентині, Болгарії, Канаді, на Кубі, у Франції, Італії, Мексиці, Перу, Пуерто-Рико, Іспанії, Швеції, США та Венесуелі.

## Скандали
Альфредо Брайс Еченіке замішаний у низці скандалів, пов'язаних, зокрема, з плагіатом та його особистим життям. 
Так, письменника звинуватили у присвоєнні інтелектуальної власності на ряд газетних текстів, і 9 січня 2009 року адміністративний суд Перу засудив його до сплати штрафу в розмірі 177 500 солей (близько 53 000 доларів), за плагіат 16 текстів, що належать 15 авторам, деякі з яких спочатку з'явилися в іспанських ЗМІ, у тому числі в La Vanguardia, El Periódico de Extremadura тощо. Враховуючи неспростовність звинувачень, Брайс Еченіке безуспішно намагався довести, що статті були опубліковані без його дозволу, і заперечував, що є їх автором. Пізніше він заявляв пресі, вже після того, як його було оголошено лауреатом нагороди FIL, що йому ніби повернули суму грошового стягнення і що правда була-таки на його боці.
2 липня 2010 року в готелі Country Club у Лімі письменник презентував свою нову книгу Dándole pena a la tristeza, засновану на житті його діда, банкіра Франсіско Еченіке Брайса. Цей роман може стати останнім у моїй письменницькій кар'єрі, заявив він у 2011 році, хоча і після цього автор публікувався. 
У вересні 2012 року Брайс отримав премію FIL з літератури романськими мовами, що викликало великий розголос і полеміку: деякі письменники, зокрема мексиканці Фернандо дель Пасо (1935-2018) та Хуан Вільйоро (*1956), критикували журі, стверджуючи, що нагороду не слід присуджувати автору, який був засуджений за плагіат, тоді як ті, хто відзначив Брайса Еченіке, серед них і Хорхе Вольпі (*1968), виправдовували це тим, що «Брайс отримав визнання за свої романи та оповідання: публіцистики немає в переліку». У будь-якому разі скандал вийшов таким гучним, що безпрецедентно вирішили не присуджувати премію під час Міжнародного книжкового ярмарку в Гвадалахарі, а по-тихому вручити її переможцю в Перу.
Брайс Еченіке був тричі одружений (з Меггі Ревілья, Пілар де Вега Мартінес і Аною Чавес Монтойя), окрім останнього «напівшлюбу» з пуерториканською моделлю Тере Льєнса, на 32 роки молодшою за нього, який також не вдався.

## З доробку
Брайс Еченіке проголосив себе послідовником аргентинців Хуліо Кортасара та Мануеля Пуїга, а також перуанців Хуліо Рамона Рібейро та Сесара Вальєхо, оскільки «вони започаткували та створювали світ почуттів і гумору, що було дуже рідкісним у тогочасній латиноамериканській літературі».
Письменник погоджується з критиками, які стверджують, що чотирма основними темами його творчості є «кохання, самотність, хвороба (зокрема, депресія) і щастя», тому есеї, зібрані в Entre la soledad y el amor, є, за його словами, «роздумами не стільки про пекучу суть моїх книг, як про те, що я вважаю чотирма фундаментальними переживаннями кожної людини».

## Нагороди та відзнаки
Літературна творчість Альфредо Брайса удостоєнна численних нагород і відзнак:
- Згадка в премії Casa de las Américas 1968 року за Huerto cerrado
- Національна премія з літератури 1972 року за Un mundo para Julius
- Орден «Сонце Перу», від якого відмовився, бо його присудив уряд Фухіморі, пославшись на свої демократичні переконання
- Національна премія Іспанії за кращий текст 1998 року за Reo de nocturnidad
- Премія «Планета» у 2002 році за El huerto de mi amada»
- Премія Grinzane Cavour (Італія) 2002 року за La amigdalitis de Tarzán
- Відзнака Banco Financiero у 2004 році за виставки La escritura de mis libros y humor і Personajes en mi obra narrativa[17]
- Премія FIL з літератури романськими мовами 2012 року